# Código de hierarquia de subdivisões administrativas
Código de hierarquia de subdivisões administrativas HASC ou em Inglês Hierarchical administrative subdivision codes (HASC) são códigos que representam nomes de subdivisões de países, tais como Estados, províncias, e regiões.
Eles estão descritos no livro "Subdivisões Administrativas de Países:Uma referência mundial, 1900 a 1998" escrito por Gwillim Law.
Os códigos são alfabéticos e tem comprimento constante para o primeiro nível de subdivisões.
```
DE.NW - 
Renânia do Norte-Vestfália

DE.NW.DM - Regierungsbezirk 
Detmold
```